# Geodèsica (relativitat general)

Estructura espai-temps.

En la relativitat general, una geodèsica generalitza la noció d'una "línia recta" a l'espai-temps corbat. És important destacar que la línia mundial d'una partícula lliure de totes les forces externes i no gravitatòries és un tipus particular de geodèsica. En altres paraules, una partícula que es mou o cau lliurement es mou sempre al llarg d'una geodèsica.
En la relativitat general, la gravetat no es pot considerar com una força sinó com una conseqüència d'una geometria corba de l'espai-temps on la font de curvatura és el tensor esforç-energia (que representa la matèria, per exemple). Així, per exemple, la trajectòria d'un planeta que orbita una estrella és la projecció d'una geodèsica de la geometria corba de l'espai-temps de quatre dimensions (4-D) al voltant de l'estrella a l'espai tridimensional (3-D).
L'equació geodèsica completa és
{\displaystyle {d^{2}x^{\mu } \over ds^{2}}+\Gamma ^{\mu }{}_{\alpha \beta }{dx^{\alpha } \over ds}{dx^{\beta } \over ds}=0\ }
on s és un paràmetre escalar de moviment (per exemple, el temps propi) i {\displaystyle \Gamma ^{\mu }{}_{\alpha \beta }} són símbols de Christoffel (de vegades anomenats coeficients de connexió afins o coeficients de connexió Levi-Civita) simètrics en els dos índexs inferiors. Els índexs grecs poden prendre els valors: 0, 1, 2, 3 i la convenció de suma s'utilitza per als índexs repetits {\displaystyle \alpha } i {\displaystyle \beta }. La quantitat del costat esquerre d'aquesta equació és l'acceleració d'una partícula, de manera que aquesta equació és anàloga a les lleis del moviment de Newton, que també proporcionen fórmules per a l'acceleració d'una partícula. Els símbols de Christoffel són funcions de les quatre coordenades espai-temps i, per tant, són independents de la velocitat o acceleració o d'altres característiques d'una partícula de prova el moviment de la qual està descrit per l'equació geodèsica.